# Majlinda Bregu

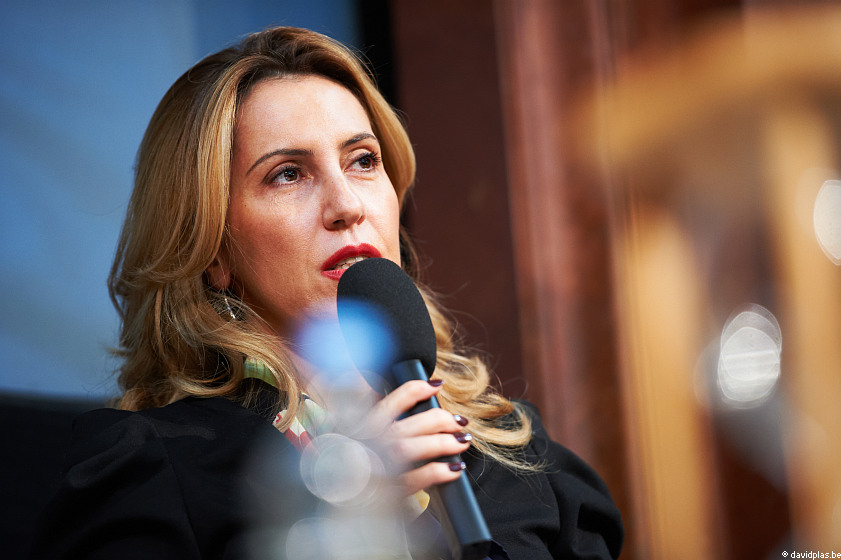
Majlinda Bregu (2011)

Majlinda Enver Bregu (* 19. Mai 1974 in Tirana) ist eine albanische Politikerin (PD) und Sozialwissenschaftlerin. Zwischen 2007 und 2013 leitete sie das Ministerium für Europäische Integration im Kabinett Berisha I und II. Zeitgleich übte sie das Amt der Regierungssprecherin aus. Von 2019 bis 2024 war sie Generalsekretärin des Regionalen Kooperationsrates für Südosteuropa.

## Leben

### Ausbildung
Majlinda Bregu studierte zwischen 1992 und 1996 Gesellschaftswissenschaft an der Universität Tirana. Danach widmete sie sich 1997 verschiedenen Praktika und Kursen an verschiedenen Bildungseinrichtungen der Welt, so an der McGill University in Montreal, am Nova-Institut in Oslo, an der Europa-Universität Viadrina in Frankfurt an der Oder u. a. Diese absolvierte sie im Jahr 2004.
2003 schloss sie mit einem Master ihre 2001 begonnenen Studien für Gesellschaftspolitik an der Universität Tirana ab. Ein Jahr später beendete sie mit einer Doktorarbeit über die albanische Prostitution in Italien ihre 2001 angefangenen Studien an der Universität Urbino.

### Arbeit als Sozialwissenschaftlerin
Bregu setzt sich für eine gesellschaftliche Gleichstellung der Frau in Albanien ein. So war sie zwischen 1996 und 2005 Lektorin an der Universität Tirana und dozierte an der Gesellschaftswissenschaftlichen Fakultät Die Methoden der Forschung und Geschlechterfragen. 2004 war sie für ein Jahr lang nationale Koordinatorin des Gender-Instituts der Universität Tirana.
Neben ihrer Arbeit als Sozialwissenschaftlerin war Majlinda Bregu zwischen 1992 und 2005 in verschiedenen Medien tätig und veröffentlichte viele Artikel zu diesem Thema.

### Politische Anfänge
Im Januar 2004 trat Bregu in die albanische Politik ein. Sie wurde zur Koordinatorin der Sozialpolitik im Komitee für politische Ausrichtung der Demokratischen Partei Albaniens (PD) gewählt. Im April des gleichen Jahres wurde sie Mitglied des Nationalrats der PD.
Als die Demokraten im Jahr 2005 zum ersten Mal seit Jahren wieder die Regierung bilden konnten, wurde Majlinda Bregu bei den Parlamentswahlen im Juli als Abgeordnete der PD in das albanische Parlament gewählt. Sie war bis 2017 Mitglied des Parlaments.

### Ministerin für Europäische Integration
Nach den Wahlen 2005 hielt Bregu bis im März 2007 drei Ämter inne. Sie war Präsidentin der albanischen Parlamentsdelegation im Europäischen Parlament, Mitglied der albanischen Parlamentskommission für Gesundheit und soziale Fragen sowie Präsidentin der Unterkommission für Kinder und Geschlechtergleichstellung. Als dann im März 2007 das Kabinett Berisha I umgebildet wurde, erhielt Bregu die Leitung des Ministeriums für Europäische Integration und wurde zeitgleich Regierungssprecherin. Diese zwei Posten hält sie bis heute inne.
Bei den Parlamentswahlen im Juli 2009 wurde sie als Abgeordnete der PD bestätigt.
Als Ministerin war Majlinda Bregu die Integration Albaniens in die Strukturen der Europäischen Union verantwortlich. In ihre Amtszeit fällt die Visaliberalisierung für albanische Bürger bei der Einreise in die Schengen-Staaten im Jahr 2008 und der formelle Antrag Albaniens auf Mitgliedschaft in der EU am 28. April 2009.
2013 wurde sie von Klajda Gjosha im Integrationsministerium abgelöst.

### Oppositionelle Abgeordnete und Ämter außerhalb Albaniens
Nach dem Regierungswechsel übernahm Bregu von 2013 bis 2017 den Vorsitz des Ausschusses für Europäische Integration im Albanischen Parlament. Parallel dazu saß sie ab 2015 dem National Council for European Integration vor, welcher das wichtigste Konsultationsgremium für die EU-Integration an der Schnittstelle von Politik, Verwaltung und Zivilgesellschaft darstellt. Sie kritisierte 2017 die Parteiführung der Demokraten, die den Rücktritt der Regierung forderte und die Arbeit im Parlament über Monate boykottierte. In der Folge wurde sie bei den Wahlen 2017 von der Partei nicht mehr aufgestellt.
Nach ihrer Wahl im April 2018 übernahm sie zum 1. Januar 2019 das Amt der Generalsekretärin des Regionalen Kooperationsrats (RCC) von ihrem Vorgänger Goran Svilanović. Am 1. Januar 2025 übernahm ihr Nachfolger Amer Kapetanovic das Amt.

## Privates
Majlinda Bregu ist verheiratet und hat zwei Kinder. Sie spricht als Fremdsprachen Englisch, Italienisch und Spanisch.

## Werke
- Majlinda Bregu: Throwaway women from Albania to Italy: the genesis and characteristics of the Albanian female prostitution phenomenon. In: 17. corso di dottorato di ricerca in sciologia dei fenomeni culturali e processi normativ. Università degli studi di Urbino, Facoltà di sociologia, Urbino 2005 (Dissertation).